# Antonio de la Cruz
Antonio de la Cruz (sinh ngày 7 tháng 5 năm 1947) là một cầu thủ bóng đá người Tây Ban Nha.

## Đội tuyển bóng đá quốc gia Tây Ban Nha
Antonio de la Cruz thi đấu cho đội tuyển bóng đá quốc gia Tây Ban Nha từ năm 1972-1978.

## Thống kê sự nghiệp
| Đội tuyển bóng đá Tây Ban Nha | Đội tuyển bóng đá Tây Ban Nha | Đội tuyển bóng đá Tây Ban Nha |
| Năm                           | Trận                          | Bàn                           |
| ----------------------------- | ----------------------------- | ----------------------------- |
| 1972                          | 3                             | 0                             |
| 1973                          | 0                             | 0                             |
| 1974                          | 0                             | 0                             |
| 1975                          | 0                             | 0                             |
| 1976                          | 0                             | 0                             |
| 1977                          | 0                             | 0                             |
| 1978                          | 3                             | 0                             |
| Tổng cộng                     | 6                             | 0                             |